# 레오노르 콩피노
레오노르 콩피노(Léonore Confino, 1981년 10월 27일 ~ )는 프랑스 극작가이자 여배우다.
2001년에 ADAMI의 ‘젊은 재능’에 발탁되어 연출가 니엘 아레스트뤼와 아비뇽에서 체호프 작품을 공연한다. 이후 여러 유명 연출가 밑에서 다양한 공연을 한다. 2002년부터 즉흥 연극 전문 단체의 회원으로 활동하면서 조금씩 극작을 시도한다. 2009년에 배우, 극작가로서 ‘자국을 만드는 극단’에 들어간다. 2009년부터 본격적으로 극작을 시작해 커플에 대한 이야기인 ＜링＞을, 2010년에는 노동과 직장인에 대한 이야기인 ＜빌딩＞을 쓴다. 이 극단의 연출가 카트린 쇼브가 그녀의 희곡들을 차례로 전부 공연하게 되면서 작가의 존재가 점차 알려지게 된다. 카트린 쇼브 연출의 ＜빌딩＞은 2011년에 ‘연극 대상’을 받는다. ＜링＞과 ＜빌딩＞은 각각 ‘왕자의 눈’ 출판사에서 출간된다. ＜링＞은 2014년 몰리에르 작가상 부문에 노미네이트된다. 2012년에 발표한 ＜서로서로에게＞는 유명 배우 아녜스 자우이 주연으로 파리 마들렌 극장에서 공연된 바 있다. 2015년 5월에는 청소년을 소재로 한 ＜다른 이야기 합시다＞가 공연되었으며, 9월에는 사실적이면서도 환상적인 동화 같은 2인극 ＜벨기에 물고기＞가 유명 가수이자 배우인 마르크 라부안과 여배우 제랄딘 마르티노에 의해 페피니에르 극장에서 초연되어 큰 주목을 받는다. 이 작품은 지금도 계속 공연 중이며 악트쉬드 출판사에서 책으로도 출간되었다.